# Gravity (Zlata Ohnjevič)
Gravity è un singolo della cantante ucraina Zlata Ohnjevič, pubblicato l'11 marzo 2012.

## Tracce
Testi di Karen Kavalerjan, musiche di Mychajlo Nekrasov.
Download digitale
1. Gravity – 3:00

Download digitale – Radio Edit
1. Gravity (Radio Edit) – 3:27

Download digitale – Remix
1. Gravity (Remix) (Club Edit) – 4:41

## Classifiche

### Classifiche settimanali
| Classifica (2013) | Posizione massima |
| ----------------- | ----------------- |
| Belgio (Fiandre)  | 51                |
| Paesi Bassi       | 50                |
| Ucraina           | 4                 |

### Classifiche di fine anno
| Classifica (2013) | Posizione |
| ----------------- | --------- |
| Ucraina           | 44        |